# سونغ كيم
سونغ كيم (بالإنجليزية: Sung Kim) هو دبلوماسي وسياسي أمريكي، ولد في 1960 في كوريا الجنوبية. انتخب سفير وانتخب قائمة سفراء الولايات المتحدة لدى الفلبين (4 نوفمبر 2016 – ).